# Спартак (гандбольный клуб, Киев)
«Спартак» им. И. Е. Турчина — женский гандбольный клуб из Киева. Основан в 1962 году. На высшем уровне прекратил выступления весной 2019 года.

## История

### Начало пути
В 1959 году выпускник Каменец-Подольского пединститута Игорь Турчин по распределению оказался в Киеве, где ему предложили поработать в одной из спортшкол тренером по гандболу. Однажды в поисках игроков он пришёл в школу, где учились Зинаида Столитенко и Галина Маноха. Заразившись новой игрой, вскоре они привели к Турчину и своих подруг.

Первый чемпионат города. Нас повезли на Корчеватое, там была земляная площадка, зоны посыпаны зубным порошком — всё как положено. Игра шла на равных. Мы ни бум-бум, и наши соперники тоже. Когда их тренер взял минутный перерыв (а он в то время правилами не предусматривался, просто тренер гандбол спутал с баскетболом), Игорь Евдокимович кричит нам: бросайте по воротам. Бросили мяч в пустые ворота, и судья его засчитал. Мы выиграли со счётом 1:0. С этой победы началась наша эпопея в гандболе.

Официальным годом основания киевского «Спартака» считается 1962 год. Команда победно завершила республиканские юношеские соревнования в Ивано-Франковске и завоевала право участвовать во всесоюзных соревнованиях. В 1963 году «Спартак» выиграл первенство Киева среди женских команд.
В 1964 году «Спартак» дебютировал в чемпионате СССР среди команд класса «А», заняв 2-е место, а в следующем году, став первым, завоевал право играть в высшей лиге. В августе 1965 года состоялась свадьба наставника «Спартака» и сильнейшего игрока команды Зинаиды Столитенко. С той поры киевский «Спартак» неразрывно ассоциируется с именами Игоря и Зинаиды Турчиных.

### Золотая эпоха
Попав в высшую лигу, «Спартак» сразу же оказывается в группе лидеров советского гандбола. В самом первом сезоне 1966 года киевлянки заняли 4-е место, на следующий год выиграли серебряные медали, в 1968-м завоевали бронзу. В 1969 году подопечные Игоря Турчина набрали одинаковое количество очков с московским «Лучом» и в дополнительном матче за титул чемпионов страны обыграли соперниц со счётом 28:20. Так было выиграно первое союзное золото и положено начало феноменальной серии «Спартака», на протяжении 20 лет — вплоть до 1989 года — не уступившего звание сильнейшей команды страны.
И если по количеству национальных титулов «Спартак» уже не является мировым рекордсменом, то 13 побед клуба в самом престижном евротурнире — Кубке европейских чемпионов — остаются никем не превзойдённым результатом.
«Спартак» являлся базовым клубом сборной СССР, которую также возглавлял Игорь Евдокимович Турчин. В составе национальной команды, побеждавшей на Олимпийских играх 1976 и 1980 годов, 9—10 игроков из 14 были спартаковками Киева. Среди них двукратные олимпийские чемпионки Лариса Карлова, Татьяна Кочергина (Макарец), Любовь Одинокова (Бережная), Людмила Порадник (Бобрусь), Наталья Тимошкина (Шерстюк), Зинаида Турчина; победители Игр в Монреале-1976 Татьяна Глущенко, Галина Захарова (Маноха), Людмила Коломиец (Панчук), Мария Литошенко и триумфаторы Олимпиады в Москве-1980 Ольга Зубарева, Наталья Лукьяненко, Ирина Пальчикова...

### Закат
В 1980-е годы спартаковок в сборной СССР становится меньше — в стране появляются такие самобытные коллективы, как «Сельхозтехника», «Азот», «Ростсельмаш», «Автомобилист» (Баку), «Эгле». Тем не менее на Олимпиаде-1988 в Сеуле Турчин сделал ставку на игроков своей команды, и это завершилось провальным по тем временам результатом — третьим местом, после чего Игорь Евдокимович был вынужден уйти из сборной. Незадолго до старта сеульских Игр «Кубань» в Краснодаре нанесла «Спартаку» самое сокрушительное поражение в его истории — 28:16, а по итогам чемпионата СССР-1988/89 вместе с «Ростсельмашем» разыграла золотые медали первенства, оставив киевлянок на третьей позиции.
Зинаида Турчина в конце 1980-х успела немного поиграть в одной команде с дочерью Натальей и осталась в клубе после трагической смерти Игоря Турчина в 1993 году, став президентом «Спартака». В постсоветский период в 1990-е годы на лидирующие позиции в украинском гандболе вышел «Мотор» из Запорожья, а сильнейшие игроки страны стали выступать за рубежом. «Спартак», находившийся в тяжёлом финансовом положении, лишь три раза смог отобрать у «Мотора» звание чемпионов страны. И если костяк сборной Украины, выигравшей в 2000 году серебряные медали чемпионата Европы всё же составляли спартаковки, то на олимпийском турнире 2004 года, завершившемся сенсационным бронзовым успехом украинских гандболисток, прославленный клуб представляла только Наталья Ляпина.
Последний раз «Спартак» становился призёром чемпионата Украины в сезоне 2011/12, когда занял третье место. Сезон 2018/19 команда не доиграла, в последних 6 матчах Суперлиги «Спартаку» были засчитаны технические поражения. На сезон 2019/20 команда не заявилась, вместо «Спартака» в Суперлиге играла сборная команда Киева, которая заняла шестое место среди шести участников. В сезоне 2020/21 в Суперлиге вновь играла сборная команда Киева.

## Достижения
- 20-кратный чемпион СССР (1969—1988).
- Серебряный призёр чемпионатов СССР (1967, 1990, 1991).
- Бронзовый призёр чемпионатов СССР (1968, 1989).
- 3-кратный чемпион Украины (1992, 1996, 2000).
- 9-кратный серебряный призёр чемпионатов Украины (1994, 1995, 1998, 1999, 2001—2004, 2006).
- Бронзовый призёр чемпионатов Украины (1993, 2005, 2012).
- 13-кратный обладатель Кубка европейских чемпионов (1970—1973, 1975, 1977, 1979, 1981, 1983, 1985—1988).
- Финалист Кубка европейских чемпионов (1974, 1989).
- Финалист Кубка Кубков (1991, 2003).
- Финалист Кубка IHF (1990).